# Islamska Republika Afganistanu
Islamska Republika Afganistanu (paszto ‏د افغانستان اسلامي جمهوریت‎) – historyczne państwo położone w Azji Środkowej, na terenie obecnego Afganistanu, istniejące w latach 2004–2021.

## Ustrój
Ustrój Islamskiej Republiki Afganistanu był demokratycznym systemem prezydenckim, a także – zgodnie z nazwą – republiką islamską, czyli ustrojem uznawanym przez uczonych i polityków islamskich za kompromis między zachodnią demokracją liberalną a prawem szariatu. W odróżnieniu od republiki islamskiej w Iranie, Islamska Republika Afganistanu nie miała zasadniczo islamskich instytucji władzy (za to w Iranie ważne funkcje polityczne piastują uczeni w prawie koranicznym). Duchowieństwo nie sprawowało formalnego nadzoru nad działaniami państwa, co wynikało z charakteru sunnizmu, odłamu islamu który wyznawała zdecydowana większość ludności Afganistanu. Poza kilkoma zapisami w konstytucji ustrój nie odwołuje się do islamu, Choć był on religią państwową, a według konstytucji „żadne prawo nie będzie sprzeczne z zasadami i postanowieniami świętej religii islamu w Afganistanie”, to wyznawcy innych religii mieli zagwarantowaną wolność religijną.
Według konstytucji Islamskiej Republiki Afganistanu prezydent tego państwa i wiceprezydenci, których mianował, musieli być muzułmanami − pozostawia to widoczny ślad komponentu islamskiego − ale nie wymaga się od nich formalnie biegłej znajomości prawa koranicznego. Prezydent posiadał szerokie uprawnienia wykonawcze, powoływał rząd i dowodził armią. Był powoływany w powszechnych wyborach na 5-letnią kadencję, po której mogło dojść do jednej reelekcji. W wyniku wyborów z 2014 r. oraz kontrowersji, które po nich zapanowały, a ustrój Afganistanu został tymczasowo zmodyfikowany − utworzono stanowisko szefa władzy wykonawczej, którego kompetencje są zbliżone do tych, które w innych państwach ma premier.

### Przyczyny wybrania republiki islamskiej
Wybór republiki islamskiej jako obowiązującej formy (a w zasadzie nazwy) rządów był wynikiem wpływ Zachodu, a także faktu, iż islam w Afganistanie był od początku czynnikiem politycznym − aktywizował społeczeństwo w walce z komunistami i był podstawą ideologii mudżahedinów,. Mudżahedińska tradycja miała ważną rolę w ustroju państwa, który był wynikiem połączenia się jej z tradycjami republikańskimi
Islamski charakter rządów był formalnym działaniem politycznym, wynikającym z potrzeby ujednolicenia pojęcia narodu i charakteru państwa (w Afganistanie żyją różne grupy etniczne, używa się różnych języków, a także wyznaje różne odłamy islamu – sunnizm oraz szyizm w wersji imamitów i ismailitów – więc w Afganistanie jedynie islam był spoiwem politycznym i społecznym), a także sytuacji w regionie – Iran i Pakistan, mocno związani więzami regionalnymi sąsiedzi Afganistanu, to także republiki islamskie.

## Historia
Islamska Republika Afganistanu powstała dzięki interwencji USA i NATO – po inwazji USA na Afganistan w 2001 roku i upadku talibów powstało Przejściowe Państwo Islamskie w Afganistanie, które 7 grudnia 2004 roku zostało przemianowane na Islamską Republikę Afganistanu. Kres istnienia państwu położył upadek Kabulu w 2021 roku, w wyniku którego Talibowie powrócili do władzy i przywrócili Islamski Emirat Afganistanu.